# Saqqez
Saqqez (سقز, (Perzisch) of Saghez (سەقز, Koerdisch) is de hoofdstad van de provincie Kordestan in Iran. De bevolking bedraagt 166.000 inwoners (2011). De stad ligt zo'n 770 kilometer ten westen van Teheran op een hoogte van 1.476 meter boven zeeniveau.
De stad wordt bevolkt door Koerden die Sorani spreken. David D'Beth Hillel (overleden 1846) verklaarde dat de stad rond 1827-1828 de thuisbasis was van een kleine Joodse gemeenschap met één synagoge. In Saqqez wonen voornamelijk Koerden, maar ook Armeniërs en Assyriërs.